# Table DUAL
Pour les articles homonymes, voir Dual.
 (mai 2014).
Si vous disposez d'ouvrages ou d'articles de référence ou si vous connaissez des sites web de qualité traitant du thème abordé ici, merci de compléter l'article en donnant les références utiles à sa vérifiabilité et en les liant à la section « Notes et références ».
La table DUAL est une table spéciale d'une seule colonne et d'une seule ligne présente par défaut dans toutes les installations du SGBD Oracle. Elle est utilisée généralement pour sélectionner les pseudo-colonnes telles que SYSDATE ou USER.
La table contient une seule colonne de type VARCHAR2(1) appelée DUMMY qui a pour unique valeur 'X'.

## Exemples d'utilisations
```
SELECT
 
1
+
1

FROM
 
DUAL
;

SELECT
 
1
 

FROM
 
DUAL
;

SELECT
 
USER
 

FROM
 
DUAL
;

SELECT
 
SYSDATE
 

FROM
 
DUAL
;

SELECT
 
*
 

FROM
 
DUAL

```